# Форникс Фабиан
Форникс Фабиан (на латински: Fornix Fabianus; fornix Fabianorum, arcus Fabianus) е една от най-старите Триумфални арки на Рим и се намирала на Форум Романум, до Виа Сакра.
Поръчана е от консула Квинт Фабий Максим Алоброгик по случай неговата победа против алоброгите и арверните на 8 август 121 пр.н.е. Строи се със заграбените богатства в Галия.
Украсена е със статуи на фамилията Фабии.
През 57 пр.н.е. триумфалната арка e реставрирана от едил Квинт Фабий Максим (внук на Алоброгик), който слага своята статуя вътре.